# Sematophyllum mahense
Sematophyllum mahense là một loài rêu trong họ Sematophyllaceae. Loài này được (Besch.) Kindb. mô tả khoa học đầu tiên năm 1891.